# Shoshones
« Shoshone » redirige ici. Pour les autres significations, voir Shoshone (homonymie).
Les Shoshones sont un peuple autochtone amérindien des États-Unis. Également appelés Snakes ou Gens du serpent, ils sont proches des Païutes, des Comanches et des Utes. À l'arrivée des premiers colons européens, ils occupaient une grande région du Grand Bassin et des Grandes Plaines. Ils adoptèrent rapidement le cheval.
On divise les Shoshones en trois aires géographiques principales : Nord, Ouest et Est. Ils se concentraient surtout dans l'Est de l'Idaho, dans le Wyoming, dans le Nord-Est de l'Utah, dans le Nord du Colorado et dans le Montana. Des conflits les ont opposés aux Pieds-Noirs, aux Crows, aux Sioux, aux Cheyennes et aux Arapahos. Ils durent se réfugier plus au sud et à l'ouest dans la deuxième moitié du XVIIIe siècle.
Les Shoshones ont donné leur nom à une forêt nationale du Wyoming : la forêt nationale de Shoshone.

## Histoire

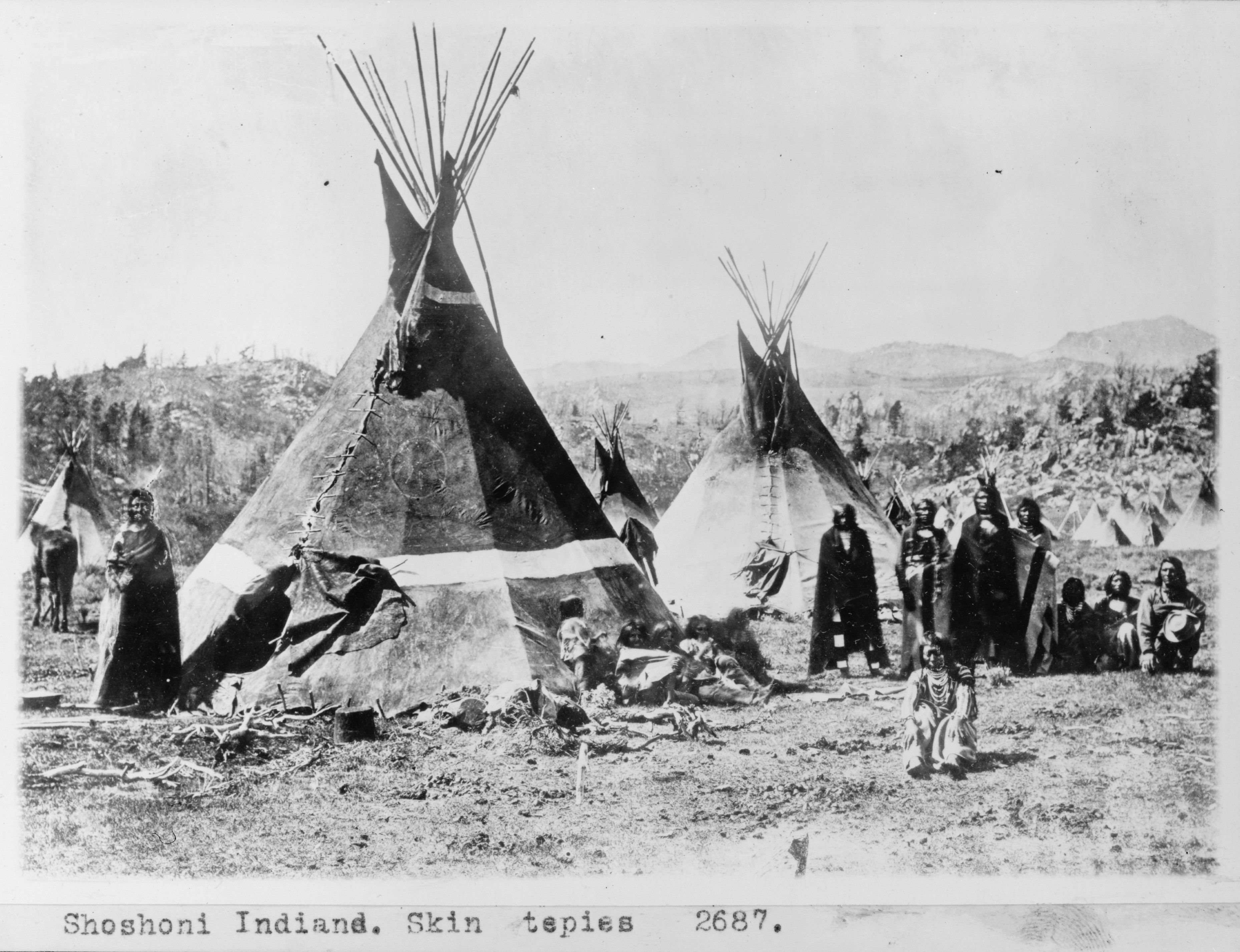
Tipis shoshones.

Les Shoshones sont une tribu amérindienne originaire du Grand Bassin. Vers 1500, certains Shoshones orientaux ont traversé les Rocheuses pour occuper les Grandes Plaines. Après 1750, la guerre et la pression des Pieds-Noirs, Crows, Lakotas, Cheyennes et Arapahos ont poussé les Shoshones orientaux vers le sud et l'ouest. Certains, se retrouvant aussi loin que le Texas, ont donné naissance à la nation Comanche.
Ils adoptèrent rapidement le cheval avec l'arrivée des premiers colons européens et l'intégration de leur territoire à l'Empire espagnol. Ils entrèrent en conflit avec les tribus situées plus à l'est qui étaient en contact direct avec les colons européens. Au XVIIIe siècle, les Shoshones s'approvisionnaient en chevaux chez les Comanches et d'autres voisins comme les Cœurs d'Alène, non loin du fleuve Columbia.

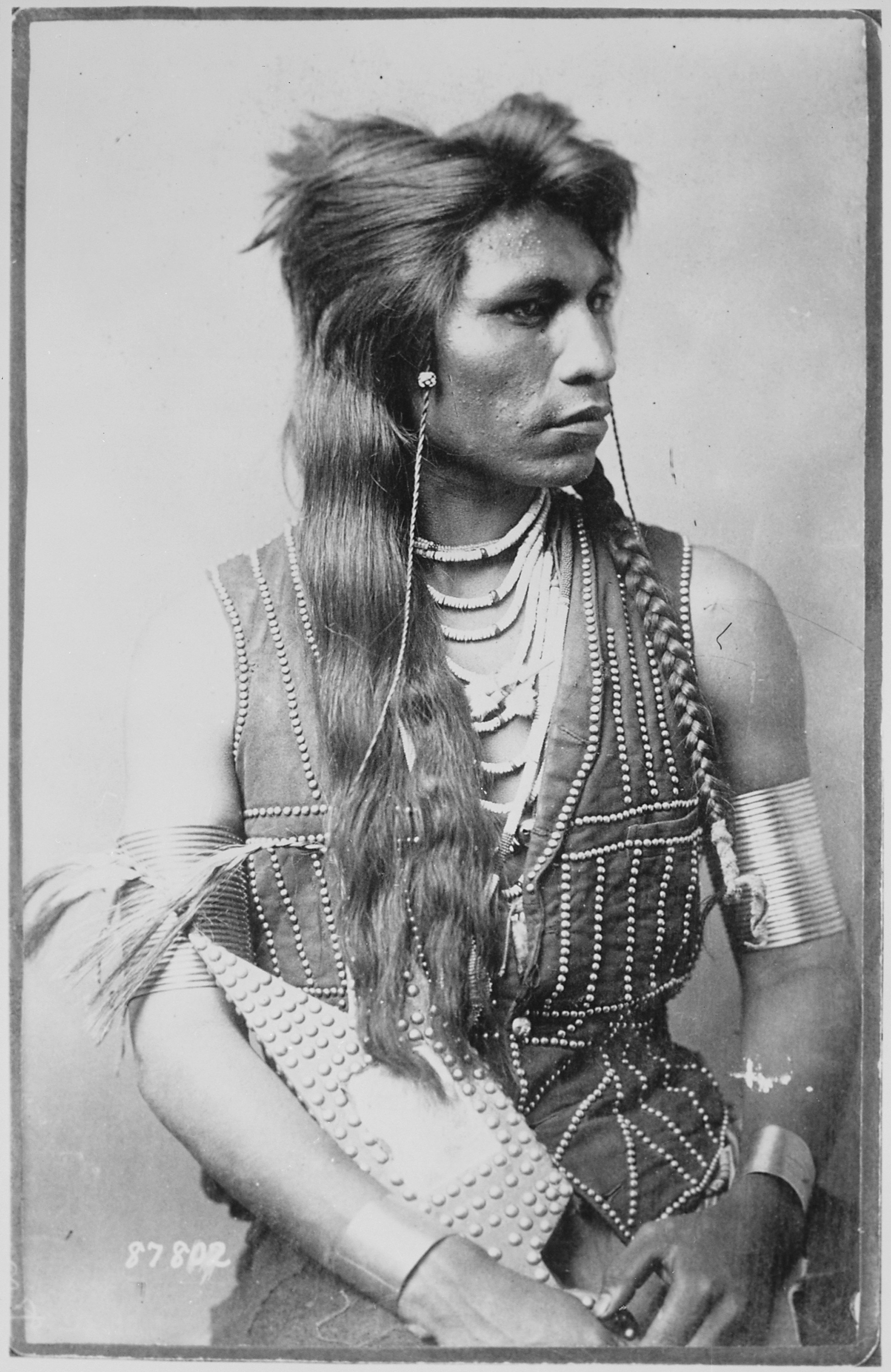
Rabbit-Tail, un Shoshone.

Au fur et à mesure de la colonisation vers l'ouest, la concurrence pour le territoire et les ressources crée des tensions avec les populations autochtones. Des guerres ont eu lieu tout au long de la seconde moitié du XIXe siècle. Les Shoshones du Nord, dirigés par le chef Pocatello, combattent pendant les années 1860 contre les colons de l'Idaho.
En 1863, les forces américaines attaquent le campement hivernal d'une tribu shoshone du nord-ouest sur la Bear River et massacrent 410 Amérindiens y compris femmes et enfants.
Le traité de la vallée de Ruby (en) en 1863 accorde une réserve aux Shoshones.
En 1876, les Shoshones se battent aux côtés de l'armée américaine à la bataille de Rosebud Creek contre leurs ennemis traditionnels, les Lakotas et les Cheyennes. En revanche, alliés aux Bannocks, ils combattent l'armée des États-Unis en 1878.
En 1879, une bande d'environ 300 Shoshones orientaux (connue sous le nom de « Sheepeaters ») est impliquée dans la guerre des Sheepeaters. C'est la dernière guerre indienne menée dans la région du Pacifique Nord-Ouest.

### Essais nucléaires et cancers
La réserve shoshone, dans l'état du Nevada, a été le lieu de plus de 900 essais nucléaires durant le XXe siècle. La population shoshone a largement subi les conséquences de ces essais, notamment par des cancers.

## Démographie
En 1845, la population estimée des Shoshones du Nord et de l'Ouest était de 4 500, considérablement réduite après avoir subi des épidémies de maladies infectieuses et des guerres. L'achèvement du premier chemin de fer transcontinental en 1869 a été suivi par des immigrants euro-américains arrivant en nombre sans précédent sur le territoire.
En 1937, le Bureau des affaires indiennes comptait 3 650 Shoshones du Nord et 1 201 Shoshones de l'Ouest. À partir du recensement de 2000, quelque 12 000 personnes ont été identifiées comme Shoshones.

## Hommages
Depuis 2000, le Trésor américain a lancé l'émission d'une nouvelle pièce de un dollar, le Golden Dollar, dont l'envers est orné par le portrait de Sacagawea. Comme il n'existe aucun portrait connu de celle-ci, c'est un modèle shoshone, Randy'L He-dow Teton, qui a servi pour le dessin qui orne la face de la pièce.
En 2008, la nation Shoshone a acquis le site où a eu lieu le massacre de Bear River.

## Shoshones connus
- Sacagawea, adolescente kidnappée par les Hidatsas (ou Gros Ventres) et réduite en esclavage dès son plus jeune âge, elle est vendue à Toussaint Charbonneau, un trappeur franco-canadien qui l'épouse. Elle servit d’interprète et de guide lors de l'expédition Lewis et Clark (1804-1806), qui permit à une troupe représentant les États-Unis de rejoindre la côte du Pacifique.
- Cameahwait, chef shoshone, frère de Sacagawea. Il porta assistance aux membres de l'expédition Lewis et Clark.
- Washakie qui mena les guerriers shoshones, fut reconnu comme leur chef par les représentants du gouvernement des États-Unis, et obtint avec d'autres nations amérindiennes le traité de Fort Laramie en 1851 qui leur permit de conserver le territoire et une paix relative pendant 10 ans, jusqu'à ce que le traité de Fort Wise en 1861 divise par seize ce territoire.
- Pocatello (1815-1884), chef shoshone qui donna son nom à une ville de l'État d'Idaho.
- Taboo, chanteur d'origine shoshone faisant partie du groupe Black Eyed Peas
- Mary et Carrie Dann militantes amérindiennes

## Réserves

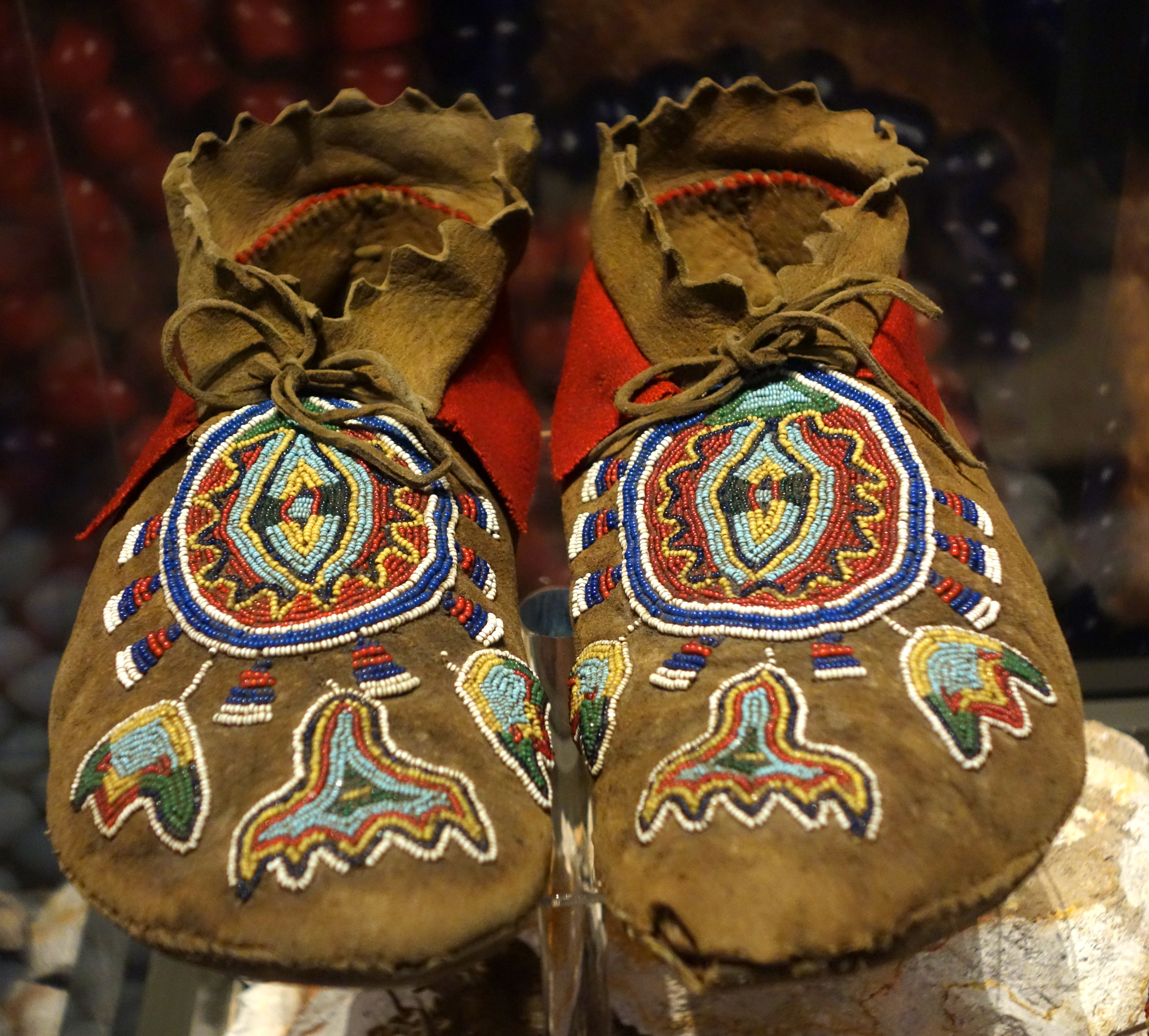
Mocassins shoshones vers 1860 à 1880.

- Réserve indienne de Wind River, 2 650 personnes dans le Wyoming. 9 178 km2 partagées avec les Arapahos
- Réserve indienne de Fort Hall, 2 201 km2 dans l'Idaho
- Réserve indienne de Duck Valley (en), dans le Sud de l'Idaho et le Nord du Nevada
- Ely Shoshone Indian Reservation (en) à Ely dans le Nevada, 500 personnes (0,45 km2)
- Fallon Paiute-Shoshone Reservation (en), près de Fallon dans le Nevada, 991 personnes (33 km2)
- Goshute Indian Reservation (en), Nevada et Utah (449 km2)
- Reno-Sparks Indian Colony (en), Nevada, 481 membres (8 km2)
- Réserve indienne de Skull Valley (en), Utah (73 km2)
- Réserve indienne de Fort McDermitt (en), Nevada et Oregon.